# شفيع أباد (كنار شهر)
شفیع أباد (بالفارسية: شفیع‌آباد) هي قرية تقع في إيران في قسم كنار شهر الريفي. يقدر عدد سكانها بـ 2,035 نسمة .